# Фалькон, Анри
Анри́ Хосе́ Фалько́н Фуэ́нтес (исп. Henri José Falcón Fuentes; род. 17 июня 1961 года) — венесуэльский политик. Был мэром Баркисимето два срока подряд (2000—2008) и губернатором штата Лара (2008—2017). Бывший чавист, перешедший после 2010 года в оппозицию и ставший главным оппозиционным кандидатом в президенты на выборах 2018, которые проиграл.

## Происхождение
Родился в поселке Ниргве штата Яракий 17 июня 1961 года. Фалькон получил среднее образование в Валенсии, Венесуэла, в дальнейшем служил в Вооруженных Силах Венесуэлы в Каракасе в качестве унтер-офицера армии до 1987 года. В 1987 году он женился на Мариэльбе Диас, с которым он имел четырёх детей. В 1992 году получил степень магистра политических наук в университете Симона Боливара.

## Карьера
Во время учёбы в Каракасе он встретил Уго Чавеса незадолго до попытки переворота 1992 года в Венесуэле. Фалькон был избран делегатом в 1999 году в Национальное Учредительное собрание от штата Лара.

### Мэр
На региональных выборах 2000 года Анри Фалькон был избран мэром города Баркисимето, третьего по населённости города в Венесуэле, получив 51,61 % голосов. Был переизбран в региональных выборах 2004 года с 64,33 % голосов.

### Губернаторштата Лара
Фалькон был избран губернатором штата Лара в 2008 году в качестве кандидата от Единой Социалистической партии Венесуэлы (ЕСПВ) с 73,15 % голосов.
Как губернатор Фалькон не поддержал Конституционный референдум 2009 года, который в конечном счете был поддержан венесуэльским электоратом.
Он был переизбран в 2012 году в качестве кандидата от оппозиционной коалиции с 54,35 % голосов.
На выборах в 2017 году Фалькон баллотировался на третий срок в штате Лара, но проиграл Кармен Мелендес. В отличие от большинства членов оппозиционной коалиции, он признал своё поражение.

### Переход в оппозицию
В 2007 году Движение за Пятую республику было преобразовано в Единую Социалистическую партию Венесуэлы (ЕСПВ). 21 февраля 2010 года губернатор Фалькон передал письмо Президенту Уго Чавесу, в котором объявил о своём выходе из ЕСПВ, чтобы стать более независимым. Изначально он перешёл в другую левую партию «Отечество для всех» — тоже прочавистскую, однако менее зависимую от власти.
В июне 2012 года Фалькон объявил о создании новой политической партии «Последовательное развитие» («Прогрессивный авангард»), и поддержал кандидатуру Энрике Каприлеса, выступающего против действующего президента Уго Чавеса на выборах президента.
В январе 2018 года Фалькон объявил, что он будет баллотироваться на пост президента. Проиграл выборы, получив 21,2 % голосов. Не признал результатов выборов и объявил о том, что уезжает из страны.

## Политические взгляды

### Внутренние дела
Фалькон заявил, что он был когда-то чавистом, хотя он вышел из движения из-за бюрократов.
Один из трёх оппозиционных губернаторов, Фалькон, ссылаясь на опасность гражданских беспорядков, призвал к диалогу, а не конфронтации с правительством Мадуро в июне 2015 года.

### Медийная политика
Фалькон был не согласен с основным подходом оппозиции о том что власти Венесуэлы препятствуют развитию информационных технологий.